# Журавка (притока Євсуга)
Жура́вка — річка в Україні, ліва притока Євсуга. Довжина річки 15 км, площа водозбірного басейну 107 км², похил 3,7 м/км.
Свій витік річка бере у однойменному ярі на північно східній околиці села Вовкодаєве. Тече у південно західному та західному напрямках, русло звивисте. Перед впадінням до Євсуга  на річці розташоване водосховище. Між селами Колядівка та Олексіївка розташоване гирло річки.